# Curt Sjöberg
Curt Josef Sjöberg (Stoccolma, 26 gennaio 1897 – Stoccolma, 12 aprile 1948) è stato un ginnasta e tuffatore svedese.

## Palmarès

### Olimpiadi
- 1 medaglia:
  - 1 oro (Anversa 1920 nel concorso svedese a squadre)